# Листозгинальна машина

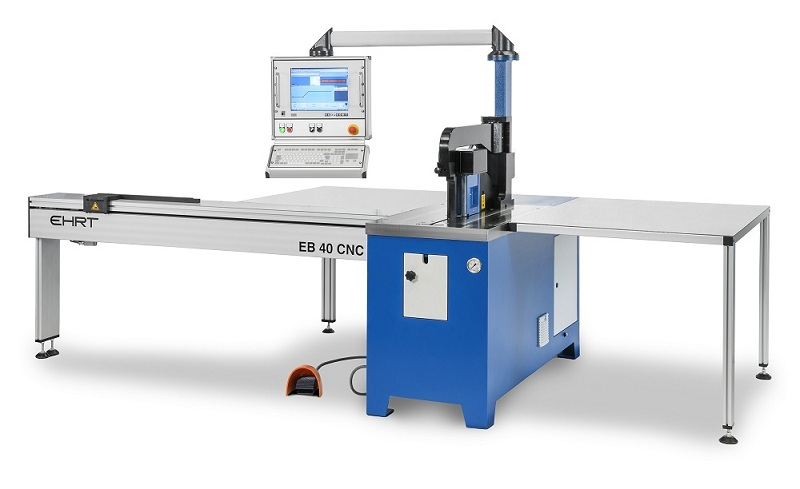
Універсальна листозгинальна машина з поворотною листозгинальною балкою та числовим програмним керуванням

Листозгина́льна маши́на (англ. bending machine) — машина для гнуття та правки металевих листів і смуг при виготовленні різноманітних виробів з металевих листових матеріалів.
Такі машини використовуються у машинобудуванні, авто-, авіа-, приладобудуванні та будівництві для виготовлення різноманітних замкнутих в незамкнутих профілів, коробів, коробок а також циліндрів, труб, конусів тощо.
За принципом роботи листозгинальні машини поділяються на пресові, машини з поворотною згинальною балкою та ротаційні вальцеві.

## Пресові листозгинальні машини

Анімація роботи пресової листозгинальної машини з інструментом типу «пуансон-матриця»

Пресова листозгинальна машина (листозгинальний прес) — верстат, у вигляді преса, що створює зусилля, яке використовується для виробничих цілей, переважно для гнуття виробів з листового металу з використанням спеціального інструменту типу «пуансон-матриця».
Листозгинальний прес характеризується основними параметрами, такими як зусилля, що розвивається, робоча довжина; так і додатковими параметрами: амплітудою ходу траверси, швидкістю роботи (процесу гнуття), відстанню між стійками станини, наявністю пристрою компенсації прогину стола, наявністю додаткових пристосувань, що поліпшують продуктивність і зручність в роботі, таких як підтримання заготовки, датчик отриманого кута згину, система програмування тощо.
У промисловості набули поширення механічні, пневматичні, гідравлічні і «ручні» (при штучному і дрібносерійному виробництві) листозгинальні преси. Назва походить від принципу створення зусилля на тому чи іншому верстаті. В основі механічного листозгинального преса лежить кривошипно-шатунний механізм, робота якого з використанням енергії маховика дозволяє урухомлювати траверсу. Пневматичний і гідравлічні преси використовують як джерело енергії — тиск повітря або тиск гідравлічної оливи відповідно.

## Листозгинальні машини з поворотною згинальною балкою

Анімація роботи листозгинальної машини з поворотною згинальною балкою

Листозгинальні машини з поворотною згинальною балкою призначені для виготовлення методом холодного гнуття по прямолінійному контуру деталей різних профілів, труб на оправці, утворення крайок, замкнутих контурів, для правки листового матеріалу тощо з листового матеріалу максимальною шириною листа (смуги) 1,6…4 м.
Відрізняльною особливість такої машини є відсутність згинальних пуансона та матриці. На станині машини розташовані поворотна і згинальна балки. Гнуття здійснюється при повороті згинальної балки. Поворотна балка притискає деталь і може переміщатися залежно від товщини виробу та радіуса гнуття. Привод машин — механічний або гідравлічний.
На таких машинах згинають заготовки товщиною від 0,8 до 5 мм.

## Ротаційні валкові листозгинальні машини

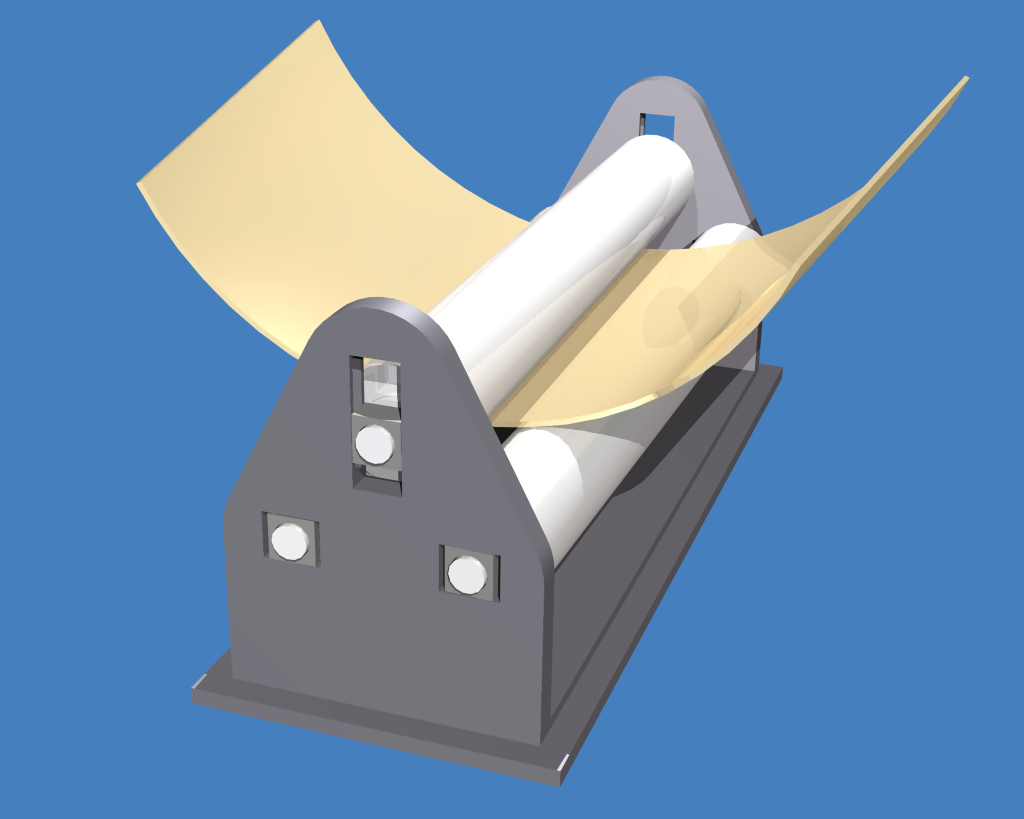
Схема роботи тривальцевої машини із симетричним розташуванням вальців

Ротаційні валкові листозгинальні машини служать для гнуття і правки елементів котлів, посудин високого тиску, конвертерів тощо, а також труб діаметром понад 400 мм.
Формоутворення виробів на таких машинах відбувається при одночасному переміщенні заготовки між деформувальними вальцями та при її поперечному вигині. Вальці розташовані зазвичай горизонтально. Випускаються тривальцеві машини з симетричним і асиметричним розташуванням вальців і чотиривальцеві.
На вальцевих листозгинальних машинах згинають заготовки товщиною від 1 до 150 мм як у холодному, так і в гарячому стані (при товщині листів понад 50 мм); швидкість гнуття становить 3…8 м/хв.